# Cerdedo
Cerdedo era un municipio de la provincia de Pontevedra (Galicia, España).
El 22 de septiembre de 2016 la Junta de Galicia aprobó por decreto la fusión de este municipio con el de Cotobad, creándose el municipio de Cerdedo-Cotobade.

## Situación
Localizado en la comarca conocida hoy como Tabeirós-Terra de Montes, limita al norte con La Estrada y Forcarey, al oeste con Cotobad y Campo Lameiro y al este con Forcarey.
La antigua comarca histórica de Terra de Montes incluía los ayuntamientos de Cerdedo y Forcarey (Pontevedra) y también Beariz (Orense), así como algunas parroquias limítrofes como la de San Lorenzo de Sabucedo (La Estrada)y San Isidro (Campo Lameiro).
El río Lérez cruza el municipio poco después de su nacimiento en Acibeiro (Forcarey). Una calzada romana lo cruza muy cerca de la capilla de San Antón para adentrarse en el mismo término municipal.

## Geografía humana

### Demografía
| Gráfica de evolución demográfica de Cerdedo entre 1842 y 2011                                                         |
| |
| Población de derecho según los censos de población del INE. Población de hecho según los censos de población del INE. |

La población en 2016 era de 1781 y en 2005 eran 2333 personas las que lo habitaban según el padrón municipal de habitantes de este municipio pontevedrés.

### Parroquias
Parroquias que formaban parte del municipio:
- Castro (Santa Eulalia)[5]
- Cerdedo (San Xoán)
- Figueroa (San Martiño)
- Folgoso (Santa María)
- Parada (San Pedro)
- Pedre (San Estebo)
- Quireza (Santo Tomé)
- Tomonde (Santa Mariña)